# Hibbertia ligulata
Hibbertia ligulata är en tvåhjärtbladig växtart som beskrevs av Toelken. Hibbertia ligulata ingår i släktet Hibbertia och familjen Dilleniaceae. Inga underarter finns listade i Catalogue of Life.